# Far Eastern University
Die Far Eastern University (FEU; Filipino: Pamantasan ng Malayong Silangan) ist eine private Universität auf den Philippinen in den Verwaltungsregionen Metro Manila, CALABARZON.

## Standorte
Sie hat vier weitere Standorte in folgenden Gemeinden:
- der Hauptcampus der Universität befindet sich in der Nicanor Reyes Street im Barangay Sampaloc, in Manila
- der FEU Makati Campus befindet sich an der Gil Puyat Avenue, an der Kreuzung zum Zuellig Loop in Makati City
- der FEU Diliman Campus befindet sich an der Sampaguita Avenue, Mapayapa Village, Barangay Diliman in Quezon City
- das Far Eastern College Silang befindet sich an der MetroGate Estates in Silang, Provinz Cavite

## Fakultäten
Es gibt mehrere Fakultäten, diese sind in Hochschul- und Fachschulbereiche, sowie in der Berufsausbildung in Institute und Colleges gegliedert. Dieses sind das Institute of Architecture and Fine Arts (IARFA), Institute of Accounts, Business and Finance (IABF), Institute of Arts and Sciences (IAS), Institute of Education (IE), Institute of Nursing (IN), Institute of Law (IL), Institute of Graduate Studies (IGS), Institute of Tourism & Hotel Management und das Far Eastern College.

## Geschichte
Die Universität entstand 1928, als Dr. Nicanor Reyes mit Hilfe des Department of Economics in University of the Philippines die Far Eastern University gründete. Ein Jahr später wurde das Institute of Accounts, Business and Finance (IABF) gegründet. 1933 wurde in Folge mit der Fusion mit dem Far Eastern College eine weitere Ausweitung der Ausbildungsprogramme, dieses waren Accountancy, Economics, Business Administration und Banking and Finance. In den 1930er Jahren wurde das Universitätsgebäude fertiggestellt. Während des Zweiten Weltkriegs wurde dieses von der Kaiserlich Japanischen Armee konsfiziert und diente ihr als Hauptquartier; die Universität stellte in dieser Zeit ihre Arbeit ein. 1945 wurde sie wiedereröffnet und zahlreiche Politiker und Manager in der Wirtschaft durchliefen die Ausbildungsprogramme der Universität. Heute gilt sie als führende Universität in der Ausbildung von Managern auf den Philippinen.

## Sport
Die Universität hat 24 Sportteams in den Diszipilen Basketball, Volleyball, Beach-Volleyball, Tischtennis, Schach, Football, Taekwondo, Fechten, Badminton und dem Dreikampf. Diese Teams werden alle als FEU Tamaraws UAAP teams bezeichnet, ihr Wappen und Maskottchen ist das philippinische Nationalsymbol, der Tamarau.